# Christian Diener (Musiker)

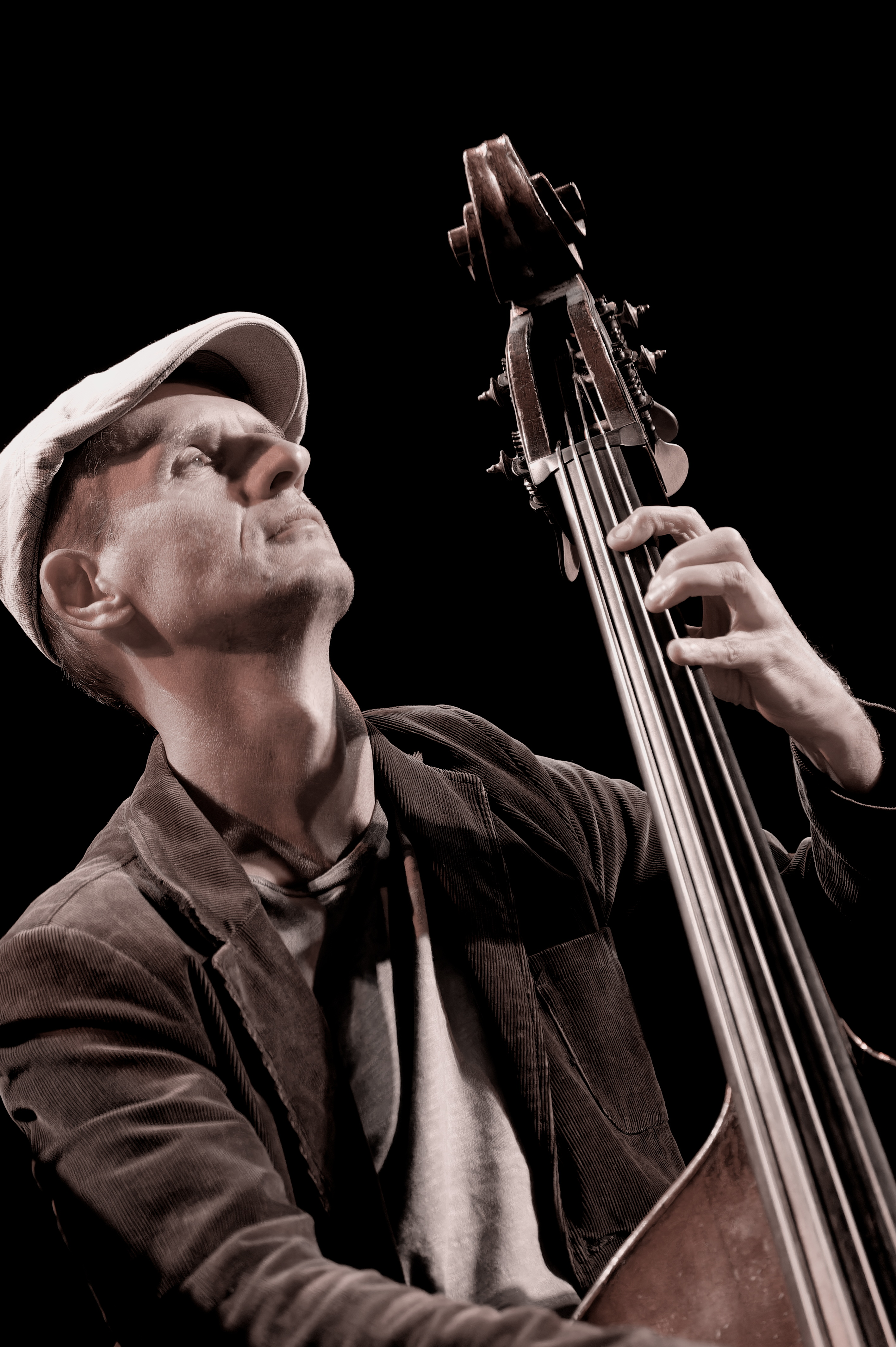
Christian Diener mit dem Lutz Häfner European Quartet im Palmengarten Frankfurt 2015

Christian Diener (* 9. März 1964 in Nürnberg) ist ein deutscher Jazzmusiker (Kontrabass, E-Bass).

## Wirken
Diener begann 1985 ein Studium des klassischen Kontrabasses bei Christoph Möhle an der Musikhochschule München und wechselte 1987 an das Berklee College of Music in Boston; dort schloss er 1990 Magna cum laude ab. 1991 kehrte er nach Deutschland zurück, wo er seitdem als freischaffender Musiker tätig ist und zunächst bei Norbert Nagel und Thilo Wolf aktiv war. Bereits seit 1983 gehört er verschiedenen Bands von Wolfgang Haffner an. Von 1999 bis 2002 war er Mitglied der RIAS Big Band. Mit dem Münchner DJ und Produzenten Chris Prommer und dessen „Drumlesson“ Band verfolgte er die Fusion von elektronischen Clubsounds und akustischer Instrumentation. Weiterhin spielte er mit Billy Cobham (1995), Pee Wee Ellis (seit 1997), Chuck Loeb oder Chuck Leavell, aber auch dem Ensemble JuNo, bei Max Herre und Georg Ringsgwandl. Er ist auch auf Alben von Lisa Wahlandt & Mulo Francel, Sabina Hank, Melanie Bong, Christian Doepke, Andreas Dombert und Nana Mouskouri zu hören.
An der Hochschule für Musik Nürnberg unterrichtet Diener als Hochschullehrer seit 1999 Kontrabass und E-Bass, aber auch Improvisation und Jazz-Theorie.

## Preise
- 2006: Jazzförderpreis der Stadt Ingolstadt